# Латат
Лата́т (рос. Латат) — присілок у складі Асінівського району Томської області, Росія. Входить до складу Ягодного сільського поселення.

## Населення
Населення — 83 особи (2010; 113 у 2002).
Національний склад (станом на 2002 рік):
- росіяни — 75 %